# عبد الحميد الدبوني
عبد الحميد صالح عبد القادر الدبوني وهو ضابط عراقي راحل، وأحد المناهضين ضد الاحتلال البريطاني ومن قادة ثورة العشرين في تلعفر ضد الاحتلال البريطاني عام 1920، حيث ابتدأت الأحداث في تلعفر في 4 حزيران 1920. وهو أحد أعضاء حزب العهد.
كان عبد الحميد الدبوني ضابطا تخرج في الكلية الحربية العثمانية وعند نجاح الثوار في إسقاط تلعفر رفع علم الثورة على بناية قلعة تلعفر وقتل الثوار عددا من الضباط البريطانيون منهم الميجر بارلو معاون الحاكم السياسي البريطاني. كما اجتمع بالقبائل التي تسكن تلعفر وسنجار وحثهم على الثورة.
وكان من الأسماء التي لم يشملها العفو الصادر في 30 أيار 1921 عن ثوار ثورة العشرين.
ثم توجه إلى دير الزور وانضم إلى مولود مخلص، كما كان للدبوني دورا كبيرا منذ أن بدأت العمليات العسكرية ضد الانكليز في دير الزور.
وبعد تشكيل الدولة العراقية الحديثة 1921 انخرط في خدمتها فعين قائمقاما ثم متصرفا للحلة. وقد اسهم في ثورة 1941 التي عرفت بحركة رشيد عالي الكيلاني ضد الانكليز، فاعتقل لمدة ثم تقاعد وتوفي سنة 1969 بسرطان القولون.
كانت له علاقة وطيدة بالشيخ فهد البطيخ أحد رؤساء عشيرة شمر الطوقة وتسكن مابين الصويرة والعزيزية. وفي فترة من الفترات اشترى عبد الحميد الدبوني أملاكا ومزاع في إحدى القرى من الشيخ فهد البطيخ، وكانت قرية صغيرة جداً وسميت على اسم السيد عبد الحميد الدبوني، وهي حاليا ناحية الدبوني.